# Thomas Biller
Thomas Biller (* 1948 in Berlin) ist ein deutscher Bauhistoriker. Sein Arbeitsschwerpunkt ist der deutsche Burgenbau.

## Leben
Thomas Biller studierte Architektur und Baugeschichte an der Technischen Universität Berlin und schloss dieses Studium mit dem Diplom 1977 ab. 1978 bis 1983 war er Wissenschaftlicher Assistent am Institut für Architektur- und Stadtgeschichte der TU Berlin. Dort promovierte er 1984 mit einer Dissertation zur Burgengruppe Windstein. Anschließend studierte er Kunstgeschichte und promovierte ein weiteres Mal 1990 mit einer Dissertation zum Thema der klassischen Adelsburg. Danach folgten Lehraufträge an der TU Berlin. Seit 1982 betrieb er ein Büro für Baugeschichte und Bauforschung in Berlin, das er 2013 nach Freiburg im Breisgau verlegte. 
Er verfasst zahlreiche Publikationen zum Burgenbau, zum Festungsbau der Renaissance, zur Hausforschung und zum mittelalterlichen Städtebau.

## Publikationen (Auswahl)
- Die Entstehung der Stadt Spandau im hohen Mittelalter. Seitz, Berlin 1980, doi:10.11588/artdok.00001422.
- Der „Lynarplan“ und die Entstehung der Zitadelle Spandau im 16. Jahrhundert. Berlin 1981, doi:10.11588/artdok.00001263.
- Sanierung und Denkmalpflege in der Altstadt Spandau. Materialien und Beiträge zur aktuellen Diskussion. Institut für Architektur- und Stadtgeschichte, Technische Universität Berlin, Berlin 1982, doi:10.11588/artdok.00001263.
- Die Burgengruppe Windstein und der Burgenbau in den nördlichen Vogesen. Untersuchungen zur hochmittelalterlichen Herrschaftsbildung und zur Typenentwicklung der Adelsburg im 12. und 13. Jh. Köln 1985, (Berlin, Technische Universität, Fachbereich Architektur, Phil. Diss. 1984), doi:10.11588/artdok.00001408.
- Architektur und Bedeutung der klassischen Adelsburg des 12./13. Jahrhunderts. Der frühe gotische Burgenbau im Elsaß. (Berlin, Phil. Diss., 1990).
- Die Adelsburg in Deutschland. Entstehung, Form und Bedeutung. München 1993. (Rezension von Gerhard Fritz)
- mit Bernhard Metz: Der frühe gotische Burgenbau im Elsaß (1250–1300) (= Die Burgen des Elsass. Architektur und Geschichte. Band 3). Deutscher Kunstverlag, München 1995, ISBN 3-422-06132-0.
- Die Adelsburg in Deutschland. Entstehung, Gestalt, Bedeutung. Deutscher Kunstverlag, München 1998, doi:10.11588/artdok.00001430.
- Burg und Schloss. Der Adelssitz im deutschsprachigen Raum. Schnell & Steiner, Regensburg 2002, ISBN 3-7954-1325-7.
- mit Bernhard Metz: Die Burgen des Elsass. Architektur und Geschichte, Band 2: Der spätromanische Burgenbau im Elsaß (1200–1250). Deutscher Kunstverlag, München/Berlin 2007, ISBN 978-3-422-06635-9. (Rezension von Alfons Zettler)
- Die Pfalz Wimpfen. Anmerkungen zum Forschungsstand. In: Wartburg-Gesellschaft zur Erforschung von Burgen und Schlössern (Hrsg.): Die Pfalz Wimpfen und der Burgenbau in Südwestdeutschland (= Forschungen zu Burgen und Schlössern. Band 15). Michael Imhof, Petersberg 2013, ISBN 978-3-86568-891-0, S. 66–77.
- Templerburgen. Philipp von Zabern, Darmstadt 2014.
- Die mittelalterliche Stadtbefestigung in Deutschland. 2 Bände. Darmstadt 2016.
- mit Bernhard Metz: Die Anfänge des Burgenbaues im Elsass (bis 1200) (= Die Burgen des Elsass. Architektur und Geschichte. Band 1). Deutscher Kunstverlag, München/Berlin 2018, ISBN 978-3-422-07439-2.
- Friedrich II. und seine Burgen in Süditalien. Darmstadt 2021.